# Ribnjaci Draganići
Ribnjaci Draganići este o arie protejată (sit de importanță comunitară — SCI) din Croația întinsă pe o suprafață de 390,94 ha, integral pe uscat.

## Localizare
Centrul sitului Ribnjaci Draganići este situat la coordonatele 45°33′35″N 15°37′31″E / 45.559617°N 15.625336°E.

## Înființare
Situl Ribnjaci Draganići a fost declarat sit de importanță comunitară în iulie 2013 pentru a proteja 3 specii de animale.

## Biodiversitate
Situată în ecoregiunea continentală, aria protejată conține 1 habitat natural: Ape stătătoare oligotrofe până la mezotrofe, cu vegetație de Littorelletea uniflorae și/sau de Isoëto-Nanojuncetea.
La baza desemnării sitului se află mai multe specii protejate:
- mamifere (1): vidră de râu (Lutra lutra)
- nevertebrate (1): libelule (Leucorrhinia pectoralis)
- reptile (1): țestoasa de baltă (Emys orbicularis)

Pe lângă speciile protejate, pe teritoriul sitului au mai fost identificate 2 specii de plante, 1 specie de nevertebrate.